# Muzeul „Theodor Pallady”
Muzeul „Theodor Pallady” este un muzeu național din București, amplasat în Str. Spătarului nr. 22, sector 2. Muzeul deține câteva remarcabile pânze ale marelui pictor român Theodor Pallady, precum și un lot de peste 800 de desene (peisaje, nuduri, portrete, interioare), reprezentative pentru perioada pariziană a lui Pallady. Acestea sunt expuse periodic, în serii tematice. Printre cele 1.270 de piese ale colecției soților Serafina și Gheorghe Răuț se află lucrări de pictori francezi precum Lubin Baujin, Edmond Aman Jean, Carolus Duran, Camille Corot, sau olandezi, precum Jan van de Capelle, două pânze din școala engleză, dar și pictură românească de Arthur Verona și Jean Al. Steriadi; de asemenea, piese de artă decorativă, sculptură antică greco-romană, egipteană, indiană khmeră, dar și sculptură renascentistă italiană și franceză.
Muzeul este găzduit în Casa Melik, monument istoric cu codul  B-II-m-A-19723.